# Francolí jugular
El francolí jugular (Scleroptila afra) és una espècie d'ocell de la família dels fasiànids (Phasianidae) que habita praderies de Sud-àfrica, des de la província de Transvaal fins al sud de la província del Cap.